# He Dan Jia
He Dan Jia (河亶甲S) o Jian Jia (戔錢S), nome personale Zi Zheng (子整S) (... – 1525 a.C.) è stato un sovrano cinese della Dinastia Shang che regnò dal 1534 a.C. al 1525 a.C..
Nello Shiji (Memorie di uno storico) viene indicato da Sima Qian come il dodicesimo sovrano Shang, succeduto al padre Wai Ren (仲丁). Salì sul trono nell'anno dello Gengshen (Cinese: 庚申), stabilendo Ao (隞) (attuale Xingyang) come sua capitale, spostandola però dopo qualche tempo a Xiang (Cinese: 相). Regnò per 9 anni prima della sua morte, dovendo combattere alcune ribellioni, risolte grazie al suo ministro Pengbo (Cinese: 彭伯). Venne insignito del nome postumo di He Dan Jia e gli succedette il figlio Zu Yi.
Alcune incisioni oracolari su osso rinvenuti a Yin Xu, invece, lo indicano come il undicesimo sovrano Shang, con nome postumo Jian Jia (戔甲) e che avrebbe avuto come successore, il fratello Zu Yi.